# Famille von Sax
La famille von Sax, appelée originellement de Sacco, est une ancienne famille noble, éteinte en 1633.

## Origines

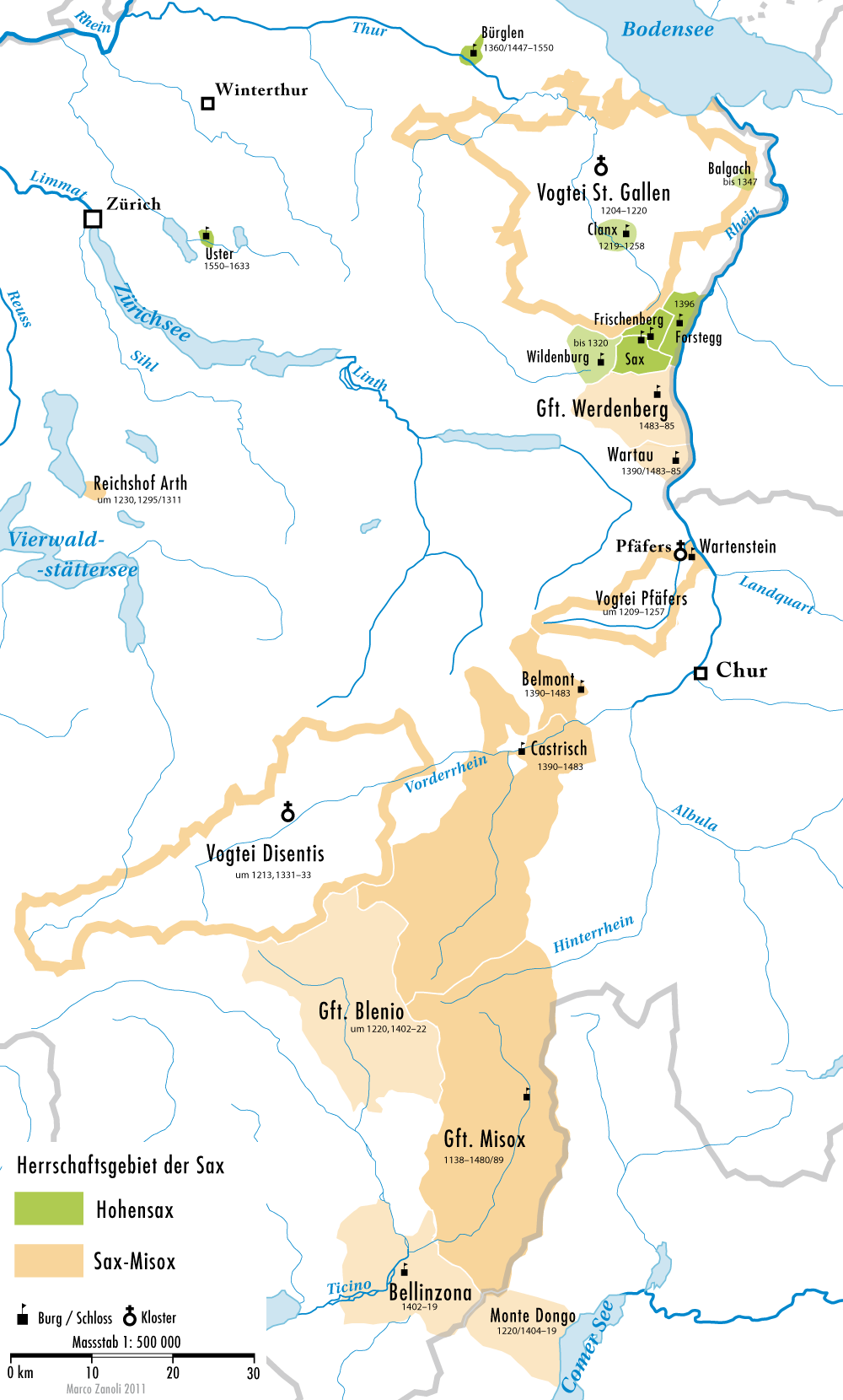
Possessions deux branches de la famille von Sax

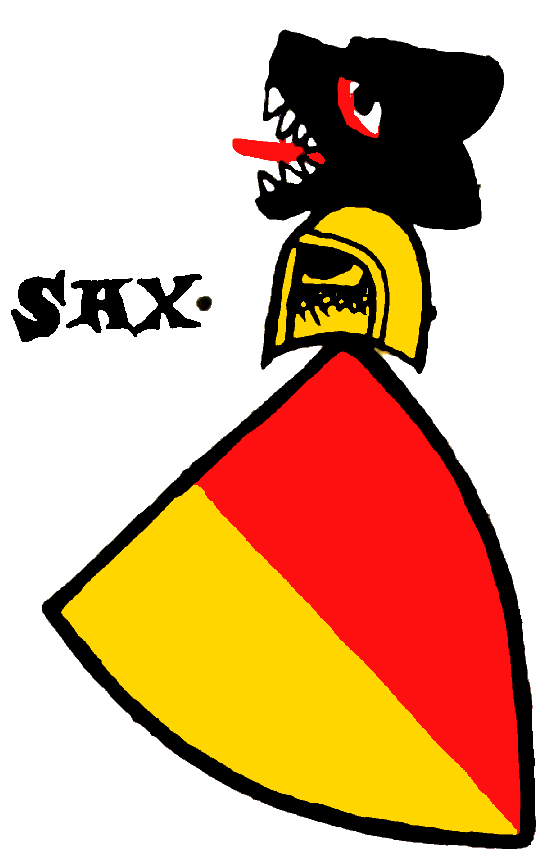
Armoiries des von Sax

Les von Sax sont probablement issus de la noblesse rhétique. À l'origine, ils portaient le nom de « de Sacco ». Les premiers membres cités sont : Eberhard de Sacco, attesté en 1137/1139 et Albrecht, mentionné en 1188. Heinrich, probablement frère d'Albrecht, est prieur et doyen de l'abbaye de Saint-Gall. Son neveu Ulrich est abbé de cette même abbaye. La famille se sépare en deux branches : Sax-Misox et Sax-Hohensax. Trois branches cadettes sont issues des Sax-Misox : les Sax-Grono, les Sax-Palazion et les Sax-Norantola. La famille s'éteint en 1633 en la personne de Christoph Friedrich.

## Possessions
Les von Sax possédaient les châteaux de Sax, Forstegg et Frischenberg. En 1390, ils obtiennent les seigneuries de Castrisch et de Belmont avec les tribunaux d'Ilanz, de la Lumnezia, de Flims et de Vals. En 1403, ils s'emparent de Bellinzone et du val Blenio. En 1483, ils cèdent leurs possessions de la vallée du Rhin antérieur à l'évêque de Coire. En 1615, ils vendent la seigneurie de Sax-Forstegg à Zürich.
Clanx
Le château de Clanx est construit avant 1219 par l'abbé de Saint-Gall Ulrich von Sax et son frère Heinrich, qui était avoué de l'abbaye. Le château est parfois appelé château d'Appenzell. C'est le centre des biens de l'abbaye à Appenzell. Le château est rasé en 1402 par les Saint-Gallois et les Appenzellois.
Blenio
Les Sax-Misox sont seigneurs de Blenio de 1403 jusqu'à la défaite des Confédérés à Arbedo en 1422.
Belmont
Après l'extinction des barons de Belmont en 1371, la baronnie passe par alliance aux Sax-Misox. Ceux-ci la vendent à l'évêque de Coire en 1483.
Castrich
Après l'extinction des Belmont en 1371, la seigneurie passe aux barons de Rhäzüns. Les Sax-Misox l'acquièrent en 1390 comme fief épiscopal. En 1483, ils la vendent à l'évêque de Coire.
Bürglen
La famille possède des droits à Bürglen depuis 1360. La seigneurie de Bürglen passe en 1447 aux barons de Sax-Hohensax. En 1550, ils vendent la seigneurie aux Breitenlandenberg.

## Personnalités
- Albert von Sax, seigneur de la Lumnezia, de la Foppa et de Flims. Il est assassiné en 1406[8].
- Eberhard von Sax, membre du couvent dominicain de Zürich[9].
- Heinrich von Sax, avoué de Saint-Gall à partir de 1208, de l'abbaye de Pfäfers à partir de 1209 et de celle de Disentis dès 1213 environ[10].
- Heinrich von Sax, petit-fils du précédent. Il résidait au château de Clanx[11].
- Ulrich von Hohensax (v.1462-1538)
- Heinrich von Sax, prétendant à la succession du dernier comte de Toggenbourg[12].
- Gerold von Hohensax, abbé d'Einsiedeln[13].
- Johann Peter von Sax, dernier comte de Sax-Misox[14].
- Ulrich Philipp von Hohensax, décédé le 6 mai 1585[15]. Il a eu deux épouses; la première est Anna, comtesse de Hohenzollern.
- Johann Albrecht von Hohensax, premier fils du précédent. Il est né avant 1540, de la 1re épouse de son père. Il a servi dans le régiment de son père. Il est ensuite chanoine de Strasbourg. Il se marie ensuite avec Amalia von Fleckenstein[15].
- Johann Diepold von Hohensax, 2e fils d'Ulrich Philipp. Il est né avant 1544. Il s'est marié en 1565 avec Margaretha von Kriechingen[16].
- Johann Christoph von Hohensax, 3e fils d'Ulrich Philipp, né en 1548[17].
- Johann Philipp von Hohensax, 4e fils d'Ulrich Philipp. Il est né le 1er avril 1550 au château de Forstegg[18].

#### Ouvrages
- (de) A.-M. Deplazes-Haefliger, Die Freiherren von Sax und die Herren von Sax-Hohensax bis 1450, 1976
- « Sax, barons (comte de) », dans Marcel Godet, Henri Türler et Victor Attinger, Dictionnaire historique & biographique de la Suisse, vol. 5, Neuchâtel, Imprimerie Paul Attinger, 1930 (lire en ligne), p. 743-746
- (de) G. Hofer-Wild, Herrschaft und Hoheitsrechte der Sax im Misox, 1949

#### Articles
- (de) H. Zeller-Werdmüller, « Johann Philipp, Freiherr von Hohensax, Herr zu Sax und Forstegk », JSG, vol. 3,‎ 1878, p. 49-138 (lire en ligne)
- (de) H.J. Reich, « Wie ist Johann Philipp von Hohensax wirklich zu Tode gekommen? », Werdenberger Jahrbuch, vol. 19,‎ 2006, p. 52-65

### Dictionnaire historique de la Suisse
- Florian Hitz / MBA, « Sax, Albert von » dans le Dictionnaire historique de la Suisse en ligne, version du 28 juin 2011.
- Martina Wehrli-Johns / MBA, « Sax, Eberhard von » dans le Dictionnaire historique de la Suisse en ligne, version du 28 juin 2011.
- Wolfgang Göldi / MBA, « Sax, Heinrich von » dans le Dictionnaire historique de la Suisse en ligne, version du 28 juin 2011.
- Michael Bärmann / MBA, « Sax, Heinrich von » dans le Dictionnaire historique de la Suisse en ligne, version du 28 juin 2011.
- Florian Hitz / MBA, « Sax, Heinrich von » dans le Dictionnaire historique de la Suisse en ligne, version du 28 juin 2011.
- Gregor Jäggi / MBA, « Sax (Hohensax), Gerold von » dans le Dictionnaire historique de la Suisse en ligne, version du 28 juin 2011.
- Anna-Maria Deplazes-Haefliger / MBA, « Sax, Johann Peter von » dans le Dictionnaire historique de la Suisse en ligne, version du 4 avril 2013.
- Anna-Maria Deplazes-Haefliger / MBA, « Sax (Hohensax), Johann Philipp von » dans le Dictionnaire historique de la Suisse en ligne, version du 28 juin 2011.
- Anna-Maria Deplazes-Haefliger / MBA, « Sax, Johann von » dans le Dictionnaire historique de la Suisse en ligne, version du 31 janvier 2013.
- Magdalen Bless-Grabher / MBA, « Sax, Ulrich von » dans le Dictionnaire historique de la Suisse en ligne, version du 28 juin 2011.
- Anna-Maria Deplazes-Haefliger / MBA, « Sax (Hohensax), Ulrich von » dans le Dictionnaire historique de la Suisse en ligne, version du 28 juin 2011.
- Regula Anna Steinhauser-Zimmermann / FS, « Forstegg » dans le Dictionnaire historique de la Suisse en ligne, version du 2 mars 2011.
- Heinrich Boxler / WW, « Clanx » dans le Dictionnaire historique de la Suisse en ligne, version du 10 mai 2001.
- Sonia Fiorini / CHR, « Blenio » dans le Dictionnaire historique de la Suisse en ligne, version du 5 octobre 2004.
- Martin Bundi / UG, « Belmont (GR) » dans le Dictionnaire historique de la Suisse en ligne, version du 10 mai 2004.
- Gregor Spuhler / FP, « Bürglen (TG) » dans le Dictionnaire historique de la Suisse en ligne, version du 3 novembre 2004.
- Martin Bundi / TF, « Castrisch » dans le Dictionnaire historique de la Suisse en ligne, version du 28 juin 2005.
- Maria-Letizia Boscardin / DVU, « Norantola » dans le Dictionnaire historique de la Suisse en ligne, version du 2 octobre 2008.